# Kékszemöldökű tangara
A kékszemöldökű tangara (Tangara cyanotis)  a madarak osztályának verébalakúak (Passeriformes) rendjébe és a tangarafélék (Thraupidae) családjába tartozó  faj.

## Rendszerezése
A fajt Philip Lutley Sclater angol ügyvéd és zoológus írta le 1858-ban, a Calliste nembe Calliste cyanotis néven.

## Alfajai
- Tangara cyanotis cyanotis (Sclater, 1858)
- Tangara cyanotis lutleyi Hellmayr, 1917[2]

## Előfordulása
Dél-Amerikában, az Andok hegység keleti lejtőin, Bolívia, Kolumbia, Ecuador és Peru területén honos. Természetes élőhelyei a szubtrópusi és trópusi hegyi erdők. Állandó, nem vonuló faj.

## Megjelenése
Testhossza 12 centiméter.

## Életmódja
Gyümölcsökkel, magokkal és ízeltlábúakkal táplálkozik.

## Természetvédelmi helyzete
Az elterjedési területe rendkívül nagy, egyedszáma ugyan csökken, de még nem éri el a kritikus szintet. A Természetvédelmi Világszövetség Vörös listáján nem fenyegetett fajként szerepel.